# Spondias dulcis

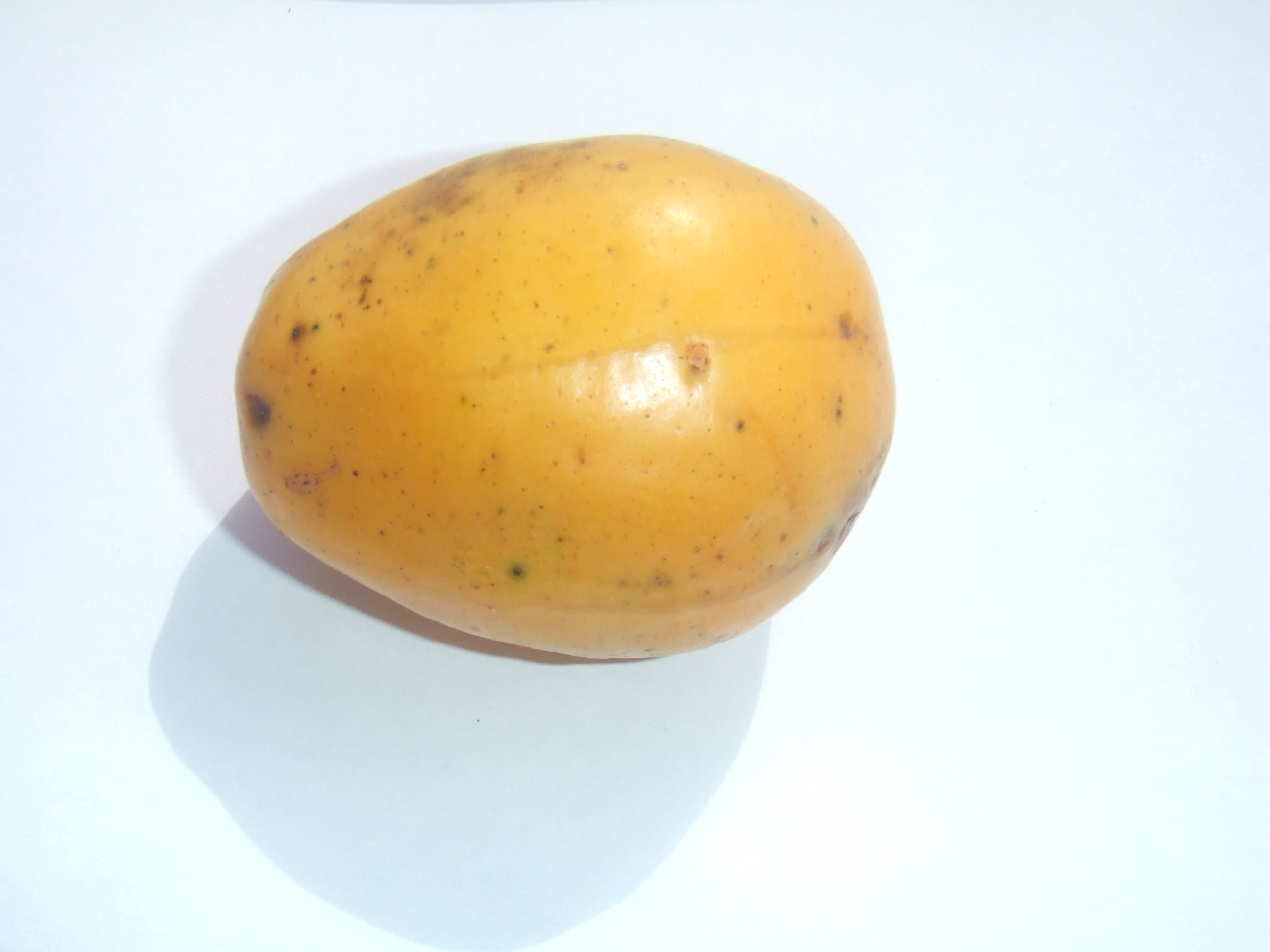
Frutto di Spondias dulcis

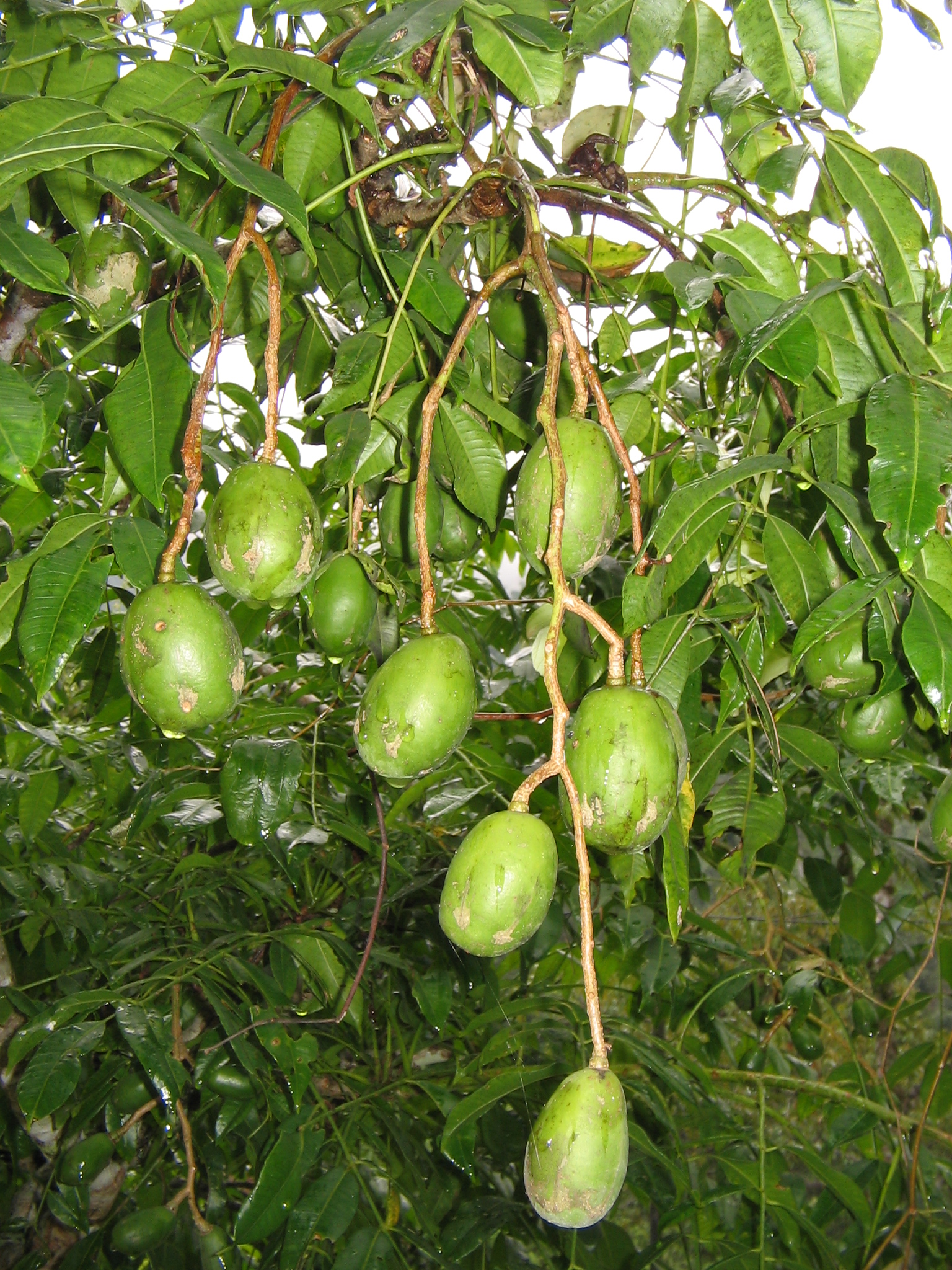
Frutti immaturi

Spondias dulcis Parkinson, 1773 è un albero fruttifero della famiglia delle Anacardiacee, originario delle isole dell'oceano Pacifico occidentale, il cui frutto viene chiamato ambarella.
Riceve altri nomi nelle zone tropicali dove si è diffuso, tra i quali pomme cythere a Trinidad e Tobago, june plum in Giamaica, yuplon in Costa Rica, jobo indio in Venezuela, caja-manga in Brasile, vi alle Tonga e alle Samoa (dov'è utilizzato tradizionalmente per preparare una bevanda tipica, l'ʻotai) e Quả Cóc in Vietnam.

## Descrizione
L'albero ha foglie caduche e pinnate, lunghe circa 40 cm. Nei climi più propizi è a rapida crescita e può raggiungere i 20 m. I fiori si sviluppano in pannocchie terminali e sono piccoli e di color bianco-grigio. I frutti sono prevalentemente ovali e lunghi da 6 a 9 cm, ma nelle zone di cui è originario ne sono stati raccolti di maggiori dimensioni. Essi crescono in caschi di 10 e più elementi e cadono a terra ancora verdi e duri e bisogna aspettare alcuni giorni finché virino al giallo, allorché sono maturi. La polpa, simile a quella del mango, è gialla, succosa, subacida e molto aromatica. Esistono varietà più dolci adatte al consumo fresco, ed altre più acide adatte a prodotti derivati come succhi e marmellate. Il seme e coperto di una fibra che si insinua nella polpa e questo è il motivo che più ne limita una maggiore diffusione.

## Distribuzione e habitat
L'albero è ritenuto originario delle isole dell'Oceano Pacifico occidentale (isole Bismarck, isole Molucche, Nuova Guinea, isole Santa Cruz, isole Salomone).
Spondias dulcis è un fruttifero tropicale che soffre lunghi periodi di siccità, al contrario del mango (Mangifera indica), con cui è relazionato. Ai limiti del subtropico, purché le temperature non scendano mai sotto lo zero; gli alberi possono crescere in luoghi siccitosi, ma rimangono piccoli e fruttificano poco o niente. Per cui può essere coltivato solo tra i due tropici ad altitudini medio-basse e basse, ovunque gli si possa garantire sufficiente umidità.

## Nomi vernacolari
- ඇඹරැල්ලා (Ambarella) (singalese)
- ambarella (olandese)
- amra (bengalese)
- buah kedondong (malese)
- cajá-manga (brasiliano)
- cóc (vietnamita)
- manzana de oro (Repubblica Dominicana)
- évi (Isola di Riunione)
- goldpflaume (tedesco)
- gway (birmano)
- hevi (Filippine)
- hog plum (inglese)
- jobo indio (castigliano del Venezuela)
- June plum (Giamaica)
- kedondong (indonesiano)
- makok farang (Thai)
- manga zi nsende (Kikongo)
- mkak (ម្កាក់) (Khmer)
- mokah (Cambogia)
- naos (Bislama)
- pomarosa (Porto Rico)
- prune cythère, pomme cythère (Francia)[3]
- sugar apple (Saint Lucia)
- vī (Samoa)
- vī (Tonga)
- wi apple (Hawaii)
- pomcite (Trinidad e Tobago)